# Egidijus Laužikas
Egidijus Laužikas  (* 6. Juli 1959 in Troškūnai, Rajongemeinde Anykščiai) ist ein litauischer Jurist, Richter im Lietuvos Aukščiausiasis Teismas der Abteilung für Zivilsachen (früher auch im Appellationsgericht Litauens).

## Leben
Von 1977 bis 1982 studierte Egidijus Laužikas im Diplomstudium an der Juristischen Fakultät der Universität Vilnius. Von 1988 bis 1995 war er Richter des Zweiten Kreisgerichts Vilnius und Stellvertreter des Vorsitzenden,
von 1995 bis 1997 Richter im Bezirksgericht Vilnius, von 1997 bis 1999 Richter des Appellationsgerichts, von 1999 bis 2019 Richter der Abteilung für Zivilsachen  des Lietuvos Aukščiausiasis Teismas. 2019 wurde er wegen Korruptionsverdachts von Ermittlern gleichzeitig mit anderen 25 Verdächtigen festgenommen (es geht um die Verdacht, in zahlreichen Straf- sowie zivilen und Verwaltungsverfahren Bestechungsgelder zwischen 1000 und 100.000 Euro entgegengenommen zu haben).
Von 1982 bis 1984 war Laužikas Assistent im Lehrstuhl für Strafrecht der Universität Vilnius, von 1993 bis 2009  im Lehrstuhl für Zivilrecht und Zivilprozess, ab September 2009 im Lehrstuhl für Privatrecht (als Hochschullehrer und Lektor im Zivilprozessrecht).
Laužikas war Mitglied der Arbeitsgruppe für die Ausarbeitung des Litauischen Zivilprozessgesetzbuches von 2002. Er ist Mitautor des Kommentars des Zivilprozessgesetzbuchs.
Laužikas ist verheiratet mit Juristin Daiva Vasiliauskaitė-Laužikienė (* 1960) und haben die Töchtern Irtautė Laužikaitė (* 1983), Juristin, und Ieva Laužikaitė (* 1987).

## Bibliografie
- Civilinio proceso teisė (2003-2005 m.), vadovėlis (2 tomai, bendraautoris).
- Lietuvos Respublikos civilinio proceso kodekso komentaras (3 tomai bendraautoris), (2004-2005 m.), Justitia.